# Laa an der Thaya

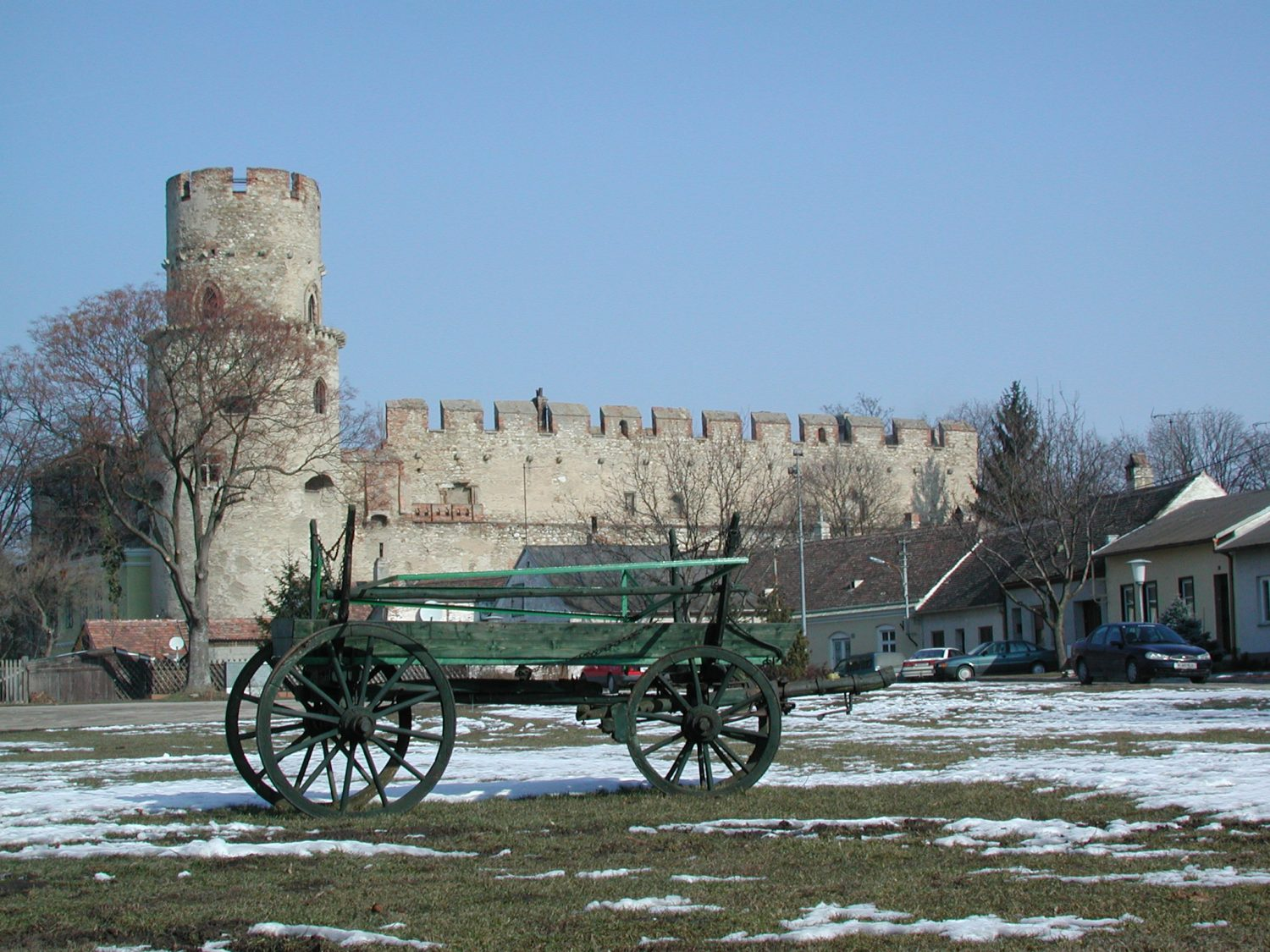
Borgen.

Laa an der Thaya är en stadskommun i det österrikiska förbundslandet Niederösterreich. Staden är belägen vid den tjeckiska gränsen cirka 25 kilometer nordväst om distriktshuvudorten Mistelbach. 

## Historia
Laa an der Thaya omnämndes för första gången 1150. Då var det en by vid ett vadställe över floden Thaya. 1230 grundades en stad av hertig Leopold VI på platsen för byn. Som gränsstad vid flodövergången hade den under 1200-talet en strategisk betydelse och såg flera mindre slag utkämpas framför sina portar. Men på 1300-talet förlorade staden sin militära betydelse och försummades.
I början på 1400-talet skövlades Laa av mähriska trupper 1407 och av hussiterna 1426. Efter en långsam återhämtning kom nästa katastrof: trettioåriga kriget. Först ockuperades Laa av böhmiska trupper 1619 under flera månader och efter svenskarnas ödeläggelse 1645 tog det nästan 40 år innan stadens invånarantal nådde upp till nivån före händelsen. Men Laa förblev en betydelselös provinsstad.
Först kring 1830 började ett moderat uppsving. 1869 anslöts Laa till järnvägsnätet.
Efter första världskriget och dubbelmonarkins upplösning blev Laa an der Thaya gränsstad igen, vilket blev särskilt uppenbart efter andra världskriget och upprättandet av järnridån. Stadens randläge påverkade den ekonomiska och demografiska utvecklingen negativt.

## Stadsbild och sevärdheter
Från stadens tidiga historia härstammar borgruinen, resterna av stadsmuren, stadskyrkan och det gamla rådhuset. Det nya rådhuset från 1899 är en stor historicistisk byggnad. Nära den står pestkolonnen från 1680.

### Museer
- Droskmuseet
- Hembygdsmuseet
- Ölmuseet i borgruinen

## Orter
Kommunen består av sex orter (Ortschaften) (inom parentes invånarantal 1 januari 2024):

- Hanfthal (576)
- Kottingneusiedl (292)
- Laa an der Thaya (4 808)
- Ruhhof (2)
- Ungerndorf (126)
- Wulzeshofen (505)

## Vänorter
- Garching an der Alz, Tyskland
- Swietochlowice, Polen
- Brno, Tjeckien

## Kommunikationer
Laa an der Thaya ligger vid Östbanan och ingår i storregionen Wiens pendeltågsnät. Vid Laa an der Thaya sammanstrålar riksvägarna B6 från Korneuburg, B45 från Horn och B46 från Mistelbach.